# クリンピア前島
クリンピア前島（クリンピアまえしま）は、大阪府高槻市のリクリエーション施設。
4階建ての屋内には、温水プールや、浴場、茶室、工作室、会議室、大広間などを備える。屋外には、野外ステージやお祭り広場、日本庭園がある。正式名称は高槻市立前島熱利用センター。

## 概要
淀川沿いの高槻市エネルギーセンター（旧・高槻クリーンセンター、前島クリーンセンター）の関連施設として、1995年に完成した。
ごみ焼却炉の発生熱を有効利用した施設として設計され、市民のリクリエーションの普及と健康の保持増進を図り、同時にごみ処理行政への関心を高めることを目的に約30億円をかけて設置された。
ごみ焼却熱で約130度に熱せられた高温水が施設に供給され、温水プールや空調、床暖房のためのエネルギー源として活用されている。
高槻市で初めての市立の温水プールとして、6レーンの25mプールと、子供でも遊べる深さの15mのプールを備え、その他集会や展示に使用できる多目的ルームや集会場、ホールなどがある。また、高槻都市開発グループ(高槻都市開発株式会社、株式会社アクアティック、近鉄ファシリティーズ株式会社の3社グループ）が指定管理者となり、水泳教室や体操教室、ダンス教室、陶芸教室等を開いている。
外観は、近隣の鵜殿のヨシ原で有名な淀川の「葦」と、淀川を往来していた「船」を意匠的に表し、周囲の自然環境と調和するようにデザインされている。
令和5年（2023年）度（2023年4月 - 2024年3月）の利用者数は、86,396人。

## 経緯
昭和60年（1985年）代になり、産業活動の拡大、円高に伴う消費行動の変化等を原因としてごみの排出量が急増し、既存の焼却施設では対処できないことが予想され、焼却炉の新設・建て替えが計画された。
1988年（昭和63年）より、具体的な整備計画案の作成が始まり、約2年かけて検討を行った結果、新焼却施設は処理能力の向上を図るとともに、周辺環境の保全・整備に配慮し、発電を行って電力需要に充当するとともに、余熱エネルギーを活用した地域に貢献する市民利用施設を併設したものとすることに決まった。
1995年（平成7年）9月には、三菱重工設計、川崎重工施工で発電・熱回収機能を持つごみ焼却施設である第二工場が完成し、同年10月末にごみ焼却熱利用施設としてクリンピア前島が完成した。
2019年（平成31年）には、1980年（昭和55年）に建設された旧式の第一工場が稼働を止め、代わりにエネルギー回収型の第三工場が完成している。

## 所在地
大阪府高槻市前島4丁目18-1

## 交通アクセス
高槻市営バス JR高槻駅南・阪急高槻市駅 のりば5番より クリンピア前島行きで クリンピア前島下車